# George Trofimoff
George Trofimoff (* 9. März 1927 in Berlin; † 19. September 2014 in Victorville, Kalifornien) war ein deutsch-russischer Agent.

## Leben
Sein Halbbruder war der russisch-orthodoxe Geistliche Irinej Susemihl, der als Weihbischof der Russisch-Orthodoxen Kirche in München und ab 1975 bis zu seinem Tode im Jahre 1999 als orthodoxer Bischof in Wien tätig war.
Trofimoff lebte bei Kriegsende 1944 in Berlin und ging von dort nach Paris. 1947 reiste er über den Flughafen Amsterdam in die Vereinigten Staaten. 1948 trat er in das US-amerikanische Militär ein und wurde 1953 Mitglied der United States Army Reserve. Bis 1987 diente er in der United States Army Reserve und bekleidete am Ende seiner Karriere den Rang eines Oberst.
Während dieser Zeit arbeitete er unter anderem für den US-amerikanischen Militärnachrichtendienst, insbesondere in den Ländern Laos und Westdeutschland. Trofimoff war in jenen Jahren auch im Hauptquartier der NATO tätig.
Aufgrund der Dokumente des nach England geflohenen russischen KGB-Mitarbeiters Wassili Nikititsch Mitrochin konnten Trofimoff und sein Halbbruder 1994 als KGB-Agenten enttarnt werden. Ein deutsches Gericht ließ die Anklage mangels Beweisen gegen die beiden Brüder fallen. Trofimoff und sein Halbbruder reisten danach aus Deutschland aus und wohnten in Florida. Erst im Jahre 2000 gelang es dem FBI die notwendigen Beweise für ein Gerichtsverfahren gegen Trofimoff zu ermitteln, indem sie ihm eine Falle stellten. Am 26. Juni 2001 wurde er in Tampa, Florida zu lebenslanger Haft wegen Spionage für die Sowjetunion verurteilt.

## Preise und Auszeichnungen (Auswahl)
- Rotbannerorden